# Чжу Ютан
Чжу Ютан (кит.: 朱祐樘; піньїнь: Zhu Youtang), храмове ім'я Сяоцзун (кит.: 孝宗; піньїнь: Xiàozōng; 30 липня 1470 —8 червня 1505) — дев'ятий імператор династії Мін. Девіз правління — Хунчжі (Великодушне Правління).

## Життєпис
Народився 30 липня 1470 року. Син імператора Чжу Цзяньшеня та представниці племені яо (в подальшому стала імператрицею Му). Його до 1475 року приховували внаслідок того, що головного імператриця Ван намагалася знищити спадкоємців трону від Чжу Цзяньшеня. Втім у 1475 році Чжу Ютана показали батькові й призначили спадкоємцем трону. Владу він отримав після смерті Чжу Цзяньшеня у 1487 році.
Чжу Ютан вигнав з керівних постів і імператорського палацу фаворитів свого батька. Більше тисячі колишніх сановників було відправлено у заслання. На керівні посади були висунуті нові люди, здебільшого конфуціанців з академії Ханлінь. При ньому була припинена практика роздачі земельних угідь разом із селянами, що їх обробляли, по проханням, що надходили від численних імператорських родичів і вищих сановників, а також зменшена тяжкість трудової, або ж відробіткової повинності населення, яка практикувалася в країні. Стало відпускатися більше коштів на допомогу постраждалим від посух і повеней районам. Було також наказано скоротити кількість коштів, що відпускаються на повсякденне життя імператорського двору.
Ефективна боротьба із корупцією сприяла поліпшенню управління, підвищенню якості роботи судової системи (укази щодо розгляду кримінальних справ у 1500 та 1502 роках). Для поліпшення ситуації з частими повенями ріки Хуанхе. Було спрямовано 120 тисяч людей на будівництво системи каналів та гребель на цій річці, у підсумку Хуанхе переведено у нове русло, яке існувало до XIX ст. Це у свою чергу сприяло торгівлі й землеробству. Населення з 1488 до 1504 року збільшилося на 10 млн осіб.
Але незабаром імператор потрапив під вплив палацового євнуха Лі Гуяна, який долучив його до містичних занять, чарівництву, відволікаючи від реальних справ. До того у політичні справи почала втручатися імператриця Чень. Помер Чжу Ютан 8 червня 1505 року.

## Родина
На відмінну від батька мав 1 дружину та 3 дітей — двох синів (один помер у дитинстві) й доньку.